# コロンビア大学の人物一覧
アメリカ合衆国ニューヨーク市に本部を置く「コロンビア大学」に関係する主な人物の一覧。常勤教員、学部・大学院で学位を得たものを中心に掲載する。（⇒参照：「コロンビア大学#著名な関係者」）

## 主な教員・研究者
コロンビア大学は20世紀前半の早い段階でアメリカにおける重要な研究・教育機関として成長し、教員にはそれぞれの分野を創始・主導した重要な研究者が多数含まれる。20世紀を代表する作曲家のひとりバルトーク・ベーラをはじめ、第二次大戦期にはヨーロッパの芸術家・研究者を数多く受け入れたほか、近年ではフィリピンや中国で弾圧を受けるジャーナリストや活動家を客員研究員として迎え入れることもしばしば行われている。伝統的に政界との関係も深く、アル・ゴアやヒラリー・クリントン、マイク・ポンペオなど党派を問わず著名政治家が教壇に立つケースも多い。現在在籍する教員以外のノーベル賞受賞者は該当節（「ノーベル賞受賞者」）を参照。

### 在籍中の教員
※2025年時点。客員研究員等を含む。
- アンドレイ・オクンコフ（数学、2006年フィールズ賞）
- エドムンド・フェルプス（経済学、2006年ノーベル経済学賞）
- エリック・カンデル（医学、2000年ノーベル医学賞）
- オルハン・パムク（作家、2006年ノーベル文学賞）
- サイモン・ブレンドル（数学、フェルマー賞）
- ジェームズ・ロスマン（医学、2013年ノーベル医学賞）
- ダニエル・ツイ（物理学、1998年ノーベル物理学賞）
- フランク・ゲーリー（建築学、プリッカー賞）
- ホルスト・ルートヴィヒ・シュテルマー（物理学、1998年ノーベル物理学賞）
- マーティン・チャルフィー（生物学、2008年ノーベル化学賞）
- マリア・レッサ（ジャーナリズム、2021年ノーベル平和賞)
- ヨアヒム・フランク (医学、2017年ノーベル化学賞）
- リチャード・アクセル（医学、2004年ノーベル医学賞）
- ルイ・ブラス (化学、2023年ノーベル化学賞）

- アイセ・ヨハン・デ・ヨング（数学）
- アクセル・ホネット（哲学）
- アダム・トゥーズ（歴史学）
- アルフレッド・エイホ（工学）
- アルフレッド・ステパン（政治学）
- ウェイン・ヘンドリクソン（医学、）
- ウォーレス・ブロッカー（地球物理学）
- ウラジーミル・ヴァプニク（工学）
- エドウィージ・ダンティカ（アフリカ文化研究）
- エベン・モグレン（法学）
- エマニュエル・ダーマン（金融工学）
- ガヤトリ・C・スピヴァク（哲学）
- キンバリー・クレンショー（法学）
- グレン・ハバード（経済学）
- ゲオルク・ハース（音楽）
- ケネス・フランプトン（建築学）
- コルム・トビーン（作家）
- サミュエル・ダニシェフスキー（化学）
- ジェームス・W・モーリー（政治学）
- ジェームズ・シェイマス（映画プロデューサー）
- ジェフリー・サックス（経済学）
- ジャグディッシュ・バグワティ（経済学）
- ジャック・スナイダー（政治学）
- ジョージ・ルイス (トロンボーン奏者)（作曲家）
- ジョナサン・クレーリー（美学）
- ジョン・マクウォーター（比較文学）
- ジョン・ライクマン（美術史）
- シルヴィア・ネイサー（作家）
- スコット・スナイダー (画家)
- スティーヴン・ホール（建築学）
- ティモシー・ミッチェル（政治学）
- デビッド・ホー（医学）
- ハルオ・シラネ（日本文学）
- ビャーネ・ストロヴストルップ（計算機科学）
- ヒラリー・クリントン (政治学、国務長官)
- フィリップ・キッチャー（哲学）
- フィリップ・ボビット（法学）
- ブライアン・グリーン（物理学）
- ベルナール・チュミ（建築家）
- ベルナール・フォール（日本研究）
- マーク・ヴァン・デ・ミエループ（歴史学）
- マーク・マゾワー（歴史学）
- マイケル・ドイル（政治学）
- マフムード・マムダニ（人類学）
- ミーラー・ナーイル（映画監督）
- メイ・ナイ（歴史学）
- ヤン・エルスター（政治学）
- リチャード・S・ハミルトン（数学）
- ロザリンド・クラウス（哲学・美学）
- ロバート・ジャーヴィス（政治学、国際政治）

### 過去の教員
※講師・客員研究員・短期滞在の研究者等を含む。
- アーサー・ダントー（哲学・美学）『アートは何か』等
- エドワード・サイード（哲学）『オリエンタリズム』等で知られる思想家
- エドウィン・ハリス・コルバート（生物学）古脊椎動物研究の大家
- エーリヒ・フロム（心理学）『自由からの逃走』『愛するということ』等
- エルンスト・カッシーラー（哲学）『シンボル形式の哲学』等
- オリバー・サックス（医学）『レナードの朝』等
- カール・ポランニー（経済学）『大転換』等
- サスキア・サッセン（社会学）『グローバル・シティ』等
- サミュエル・ダニシェフスキー（化学）抗がん剤の研究で世界的に知られる
- ジェイコブ・ミンサー（経済学）「労働経済学」創始者の一人
- ジェラルド・ファインバーグ（物理学）素粒子「タキオン」の命名者
- ジョージ・ギャラップ（ジャーナリズム）世論調査会社「ギャラップ」創設者
- ジョン・K・ラティマー（医学）泌尿器科教授。Ｊ・Ｆ・ケネディ暗殺事件の医学証拠を調査
- ジョン・デューイ（哲学）米プラグマティズム哲学を代表する一人。半世紀近く哲学科教授を務めた
- メルヴィル・デューイ（司書学）図書分類の「デューイ十進法」考案者
- ライト・ミルズ（社会学）『パワー・エリート』等
- リチャード・ホフスタッター（歴史学）『アメリカの反知性主義』等でピューリッツァー賞受賞

（芸術関連）
- マーク・ストランド (詩人)『犬の人生』など。アメリカ桂冠詩人
- マリーズ・コンデ（作家）フランス人作家。フランス語学科教授をつとめた
- ミロス・フォアマン（映画監督）『カッコーの巣の上で』『アマデウス』など

（日本関連の研究者）
- アイヴァン・モリス（言語学・日本文学）
- エドワード・G・サイデンステッカー（日本文学）『雪国』『源氏物語』等の翻訳者。
- カール・シャウプ（経済学）戦後日本税制の基礎を築いた「シャウプ勧告」で知られる
- キャロル・グラック（日本研究）日本近現代史
- ジェラルド・カーティス（政治学）日本現代政治史
- ジョージ・サンソム（歴史学）イギリス出身の外交官。戦前期に日本研究者として知られた
- ドナルド・キーン（日本文学）川端康成など多数の文学作品を英訳。晩年に日本へ帰化
- バーバラ・ルーシュ (日本文学)日本中世文学の翻訳で知られる
- ルース・ベネディクト（人類学）『菊と刀』等の日本人論。人類学科教授

- アーサー・バーンズ（経済学、FRB議長）
- アンドリュー・サリス（映画学）
- アンドリュー・ソロモン (臨床心理学)
- アンドレ・マルティネ（言語学）
- ヴァージニア・ヘンダーソン（看護学）
- ウィリアム・セオドア・ド・バリー (東洋学)
- ウィリアム・フォックス（国際政治学）
- ウォルター・アルバレス（地質学）
- ウォルト・ロストウ（経済学）
- エドウィン・アームストロング（工学）
- エルヴィン・シャルガフ（生化学）
- ジョン・ウィリアム・バージェス（政治学）
- ジョン・ブライアン・テイラー（経済学）
- ジョン・ベイツ・クラーク（経済学）
- スティーブン・ファイナー (計算機学)
- スティーブン・リパード（化学）
- ズビグネフ・ブレジンスキー（政治学）
- ダグラス・ムーア（音楽学）
- ダニエル・ベル（社会学）
- ダンカン・ワッツ（社会学）
- チャールズ・ティリー（歴史社会学）
- デイヴィッド・アーミテイジ（歴史学）
- テオドシウス・ドブジャンスキー（遺伝学）
- ナサニエル・ロード・ブリトン（植物学）
- バートン・ワトソン (中国文学)
- ハーバート・J・ガンズ（社会学、社会学）
- ハーバート・ゴールドスタイン（物理学）
- バーバラ・トベルスキー (心理学)
- パトリシア・ウィリアムズ（法学）
- ハリー・グレイ（化学）
- ハロルド・ホテリング（経済学）
- ビアトリス・コロミーナ（建築学）
- ピーター・ケネン（国際経済学）
- ピエール・ダンセリュー (植物学・地理学)
- ビクター・グルーエン（建築学）
- ビャルケ・インゲルス（建築学）
- ヒュー・ボートン（歴史学）
- ブライアン・バリー（政治学）
- フランク・カーモード (英文学)
- フランク・ネルソン・コール（数学）
- フランク・プレス（地球物理学）
- フランコ・モレッティ (比較文学)
- フランツ・ボアズ（人類学）
- フランツ・レオポルド・ノイマン（政治学）
- ブルース・C・ヘーゼン（地球物理学）
- ブルーノ・クロッパー（心理学）
- フレデリック・キースラー（建築学）
- ベルトルト・ラウファー (人類学)
- ヘルベルト・マルクーゼ (哲学)
- ヘレン・ミルナー（国際政治経済学）
- ベンジャミン・グレアム（経営学）
- ヘンドリク・スプルート（政治学）
- ヘンリー・スミス・マンロー (地質学)
- ヘンリー・オズボーン（古生物学）
- ポール・ラザースフェルド（社会学）
- マーヴィン・ハリス (人類学)
- マーガレット・ミード（人類学）
- マリー・サープ (地質学)
- ミカエル・ピューピン（物理学）
- モーリス・ユーイング（地球物理学）
- ヤーコプ・タウベス（哲学）
- ルーサー・ギューリック（行政学）
- ルドルフ・ウィットカウアー（美術史）
- ロバート・キング・マートン（社会学）
- ロバート・スピッツァー（精神医学）
- ロバート・ニスベット（社会学）
- ロレンツォ・ダ・ポンテ（イタリア文学）

## 日本人の主な教員・大学関係者

### 在籍中の教員
※2025年時点。
- 石塚信久（日本法、ロー・スクール教員）[2]
- 伊藤隆敏（経済学　国際公共政策大学院教授）
- 入戸野みはる（言語学・日本語教育　東アジア言語文化研究所）[3]
- 江口茂（言語学・日本語教育　東アジア言語文化研究所）[4]
- 加藤友朗（心臓外科　医学部教授）
- 木村まり（作曲家、コンピューター音楽センター）
- 鈴木登美（日本文学・文学理論　東アジア言語文化研究所）[5]
- 高橋 千佳子（言語学・日本語教育　東アジア言語文化研究所）[6]
- 角田拓也（映画研究　東アジア言語文化研究所）[7]
- 西澤 弘成（生物化学、アービングがん研究センター）[8]
- 花沢菊香（投資家、大学理事）

### 過去の教員・研究員
- 柄谷行人（評論家） イェール大学等と並んで客員教授として滞在
- 広中平祐（数学者） 1964−68 数学科教授
- 湯川秀樹（物理学者） 1949-1953 物理学科教授。この間にノーベル賞受賞
- 小和田恆（国際司法裁判所所長） 1994-98 国連大使と兼任して国際法客員教授

- 阿部龍一（仏教学者）
- 安藤忠雄（東京大学特別栄誉教授）
- 伊藤秀史（経済学、一橋大学大学院教授）
- 今井雅晴（歴史学、筑波大学名誉教授）
- 岩崎はる子（日本文学、カリフォルニア大学教授
- 宇都宮敏男（電気工学、東京大学教授）
- 岡田武彦（哲学、九州大学教授）
- 尾崎洋二（天文学、東京大学名誉教授）
- 尾上九朗右衛門 (2代目)（歌舞伎役者）
- エミ・ナカムラ（経済学、カリフォルニア大学教授）
- 大原恆一（ロシア文学者、ロシア研究所客員教授）
- 甲斐美和 (総合図書館司書)
- 角田柳作（日本文学）
- 勝田吉太郎（政治学、京都大学名誉教授）
- 神谷不二（国際政治学、慶應義塾大学名誉教授）
- 川上英二（地震工学、埼玉大学教授）
- 木下東一郎（理論物理学、コーネル大学教授）
- 倉西正武（数学科教授）
- 国広ジョージ（建築家）
- 郡裕美（建築学科准教授）
- 澤岡清秀 (建築家、工学院大学)
- 猿谷要（アメリカ史学者、東京女子大学名誉教授）
- 篠塚正宣（土木工学者）[英語版] [9]
- 渋沢田鶴子 (福祉学者、渋沢栄一記念財団業務執行理事)
- 志村正雄（米文学者、東京外国語大学教授）客員講師
- 杉本鉞子（作家）
- 杉晴夫（生理学、帝京大学医学部名誉教授）
- 鈴木大拙（仏教学者）
- 鈴木由美子 (化学者)（化学、上智大学）
- 高木教典（社会情報学、東京大学名誉教授）
- 高木きよ子（宗教学、お茶の水女子大学教授）
- 高月清（医学、熊本大学名誉教授）
- 田根剛（建築家）
- 中西香爾（化学科）
- 中野聡（歴史学、一橋大学副学長）
- 野田哲也（版画家、東京藝術大学）
- 八田達夫（経済学、政策研究大学院大学学長）
- 坂茂（建築家）客員教授
- 牧角章太郎（数学）
- 皆川達夫(音楽学、立教大学名誉教授）
- 源了圓（歴史学者、東北大学名誉教授）　客員教授
- 村瀬實惠子（日本美術史）[10]
- 森重文（数学者、京都大学教授）
- 吉川幸次郎（中国文学者）　客員教授
- 若田部 昌澄（経済学、早稲田大学教授）客員研究員

（法曹）
- 伊藤正己（最高裁判所判事、東京大学法学部教授）
- 石黒美幸（弁護士、長島・大野・常松法律事務所）
- 大沼保昭（法学者、東京大学名誉教授）
- 奥平康弘（憲法学、東京大学教授）
- 加藤雅信（渉外弁護士、名古屋大学教授）
- 小島武司（法学者、中央大学教授）
- 佐伯仁志（法学者、東京大学教授）
- 實方謙二（独禁法、北海道大学教授）
- 沢田寿夫（国際法学、ICC国際仲裁裁判所副所長）
- 宍戸善一 (法学者、一橋大学教授)
- 村瀬信也（法学者、上智大学教授）
- 森俊子 (建築家、ハーバード大学)
- 葉祥栄（建築家、慶應義塾大学）
- 六本佳平 (法学者、東京大学教授)

### そのほか
※短期の客員研究員・名誉博士号など。網羅的な一覧ではないことに留意。
- 足羽與志子 (文化人類学、一橋大学教授)
- 家森信善（経済学、神戸大学教授）
- 池井優（歴史学者、慶應義塾大学名誉教授）
- 石川弘義（社会心理学、成城大学名誉教授）
- 石田浩 (社会学、東京大学名誉教授）
- 石村善助（法学、東京都立大学教授）
- 市原麻衣子（国際政治学、一橋大学大学院教授）
- 祝迫得夫 (経済学、一橋大学経済研究所教授)
- 稲賀繁美 (比較文化学者、総合研究大学院大学教授)
- 近江誠 (社会情報学、南山短期大学名誉教授)
- 大久保和正（経済学、武蔵野大学教授）
- 大原恒一（ロシア文学）
- 大南正瑛（工学、立命館大学学長）
- 小尾敏夫 (国際情報通信学、早稲田大学名誉教授)
- 片倉もとこ（国際日本文化研究センター）
- 川端裕人（小説家）
- 隈研吾（建築家、東京大学大学院教授）
- 小林克弘（建築家、首都大学東京教授）
- 迫慶一郎（建築家）
- 柴田梵天（経済学、国士館大学学長）
- 篠田英朗（国際政治学、東京外国語大学教授）
- 白波瀬佐和子（社会学者、東京大学理事・副学長）
- 新妻実（彫刻家）
- 絓秀実（近畿大学教授）
- 高橋徹（社会学、東京大学名誉教授）
- 建畠晢（詩人、京都芸術大学学長）
- 霍見芳浩（経営学、ニューヨーク市立大学教授）
- 栩木玲子 (英文学者、法政大学教授)
- 永宮正治（高エネルギー加速器研究機構教授）
- 林文夫（経済学者、一橋大学教授）
- 深川由起子（国際経済学、早稲田大学教授）
- 星野俊也（国際政治学、大阪大学大学院教授）
- 廣瀬陽子（比較政治学、慶応義塾大学）
- 眞貝洋一 (生物化学、京都大学名誉教授）
- 三浦俊彦（経営学者、中央大学教授）
- 三浦雅士（文芸評論家）
- 水越伸（社会学、東京大学教授）
- 弓場徹（音声学、三重大学教授）
- 山口一男（公共衛生大学院）
- 唯是震一（邦楽作曲家）
- 四方田犬彦（比較文学者）
- 渡辺将人（政治学、北海道大学大学院）

## 日本人の主な卒業生
後述の通り（参照「戦前の卒業生・関係者」）、コロンビア大学はアメリカでも伝統的に多くの日本人留学生を受け入れてきた大学で、とりわけビジネススクールや公共政策大学院ではフェローシップ制度を通じて現在でも官公庁・企業からの派遣を毎年受け入れており、これらを利用したジャーナリストなどの研究滞在も行われている。学部・大学院で学位を得たもののみ記載。
※現在の肩書き・所属は各記事を参照。研究者の客員研究員としての滞在等は該当節を参照〔→過去の教員・研究員〕。

### 官公庁
※派遣元はすべて留学当時。
- 相川一俊 (外務省、ＥＵ政府代表部大使)
- 浅尾久美子 (人事院)
- 雨宮正佳 (日本銀行、副総裁)
- 安藤元太（経済産業省）
- 飯塚正明（財務省）
- 今村朗 (外務省、駐セルビア大使)
- 植野篤志（外務省）
- 臼杵芳樹 (大蔵省、東京税関長)
- 大田満男（大蔵省、造幣局長）
- 小川誠（労働省）
- 小田切未来（経済産業省）
- 門寛子（経済産業省）
- 河本光博（財務省）
- 川上尚貴 (大蔵省、税務大学校長)
- 瓦林康人 (国土交通省)
- 風木淳 (経済産業省)
- 北野賢治 (財務省)
- 木村公一 (官僚)（財務省）
- 倉内康治 (防衛庁)
- 小岩徹郎（財務省）
- 下村治（大蔵省）
- 佐藤地（外務省、ユネスコ大使）
- 坂本重太郎（外務省、中南米局長）
- 阪田渉 (大蔵省、関税局長)
- 島崎栄治（会計検査院）
- 嶋田俊之 (財務省、財務省理財局次長)
- 白鳥正喜（大蔵省、国際金融局次長）
- 杉崎重光（大蔵省、IMF副専務理事）
- 須藤隆也（外務省、駐エジプト大使）
- 須永和男（外務省、駐カタール大使）
- 瀧村晴人 (財務省)
- 田中真実 (警察庁)
- 津田夏樹（財務省）
- 秦郁彦（大蔵省、千葉大学教授）
- 春木哲洋 (財務省)
- 森信親 (大蔵省、金融庁長官)
- 森田宗男 (大蔵省、金融国際審議官)
- 安江明夫 (国立国会図書館館長)
- 山上信吾 (外務省、駐オーストラリア大使)
- 山本広行 (外務省、駐ベラルーシ大使)
- 吉田武司（財務省）
- 鷲頭美央 (総務省)

### 国際機関
- 明石康（国連事務次長）
- 弓削昭子（国連開発計画駐日代表兼総裁特別顧問、法政大学教授）
- 曽根かおる（UNHCR、国際連合広報センター所長）
- 長岡正哲 (ユネスコ職員)

### 政界
※所属党派等は各項目を参照。
- 足立康史（衆議院議員）
- 井上和雄（衆議院議員）
- 稲富修二（衆議院議員）
- 加藤鮎子（衆議院議員）
- 越直美（滋賀県大津市長）
- 河上民雄（衆議院議員)
- 岸博幸（内閣官房参与）
- 小西洋之（参議院議員）
- 小泉進次郎（衆議院議員）
- 小泉龍司（衆議院議員）
- 國場幸之助 (衆議院議員)
- 桑鶴実（鹿児島県谷山市市長）
- 佐藤ゆかり（参議院議員）
- 椎名毅（衆議院議員）
- 重徳和彦（衆議院議員）
- 鈴木庸介（衆議院議員）
- 高瀬弘美（参議院議員）
- 竹本直一（衆議院議員）
- 辻清人（衆議院議員）
- 道休誠一郎（衆議院議員）
- 内藤正光（参議院議員）
- 中曽根康隆 (衆議院議員）
- 中嶋太郎 (衆議院議員）
- 中野洋昌（衆議院議員）
- 西野太亮 (衆議院議員）
- 古川元久（衆議院議員）
- 三ツ矢憲生（衆議院議員）
- 三井マリ子（東京都議会議員）
- 三宅伸吾（参議院議員）
- 御法川信英（衆議院議員）
- 福田かおる（参議院議員）
- 山下貴司（衆議院議員）
- 山田美樹（衆議院議員）
- 吉村麻央（内閣総理大臣秘書官）

### 実業・経済界
- 立石信雄（オムロン会長）
- 茂木友三郎（キッコーマン会長）

- 池谷光司（東芝副社長）
- 石坂弘紀（ライブドアホールディングス社長）
- 伊藤義郎（テレビ北海道会長）
- 魚谷雅彦（資生堂社長）
- 岡玄樹 (経営者)
- 尾澤達也（資生堂専務）
- 加藤朋央（実業家）
- ゲン・フクナガ（ファニメーション社長）
- 小林敏宏（パロマ代表取締役社長）
- 佐藤宗司（実業家）
- サンジーヴ・スィンハ (SBIグループ執行役員）
- 重光昭夫（韓国ロッテグループ副会長）
- 辛坊正記（実業家）
- 瀬木庸介（博報堂社長）
- 泉水敬（マイクロソフト事業本部長）
- 高向巖（北洋銀行頭取）
- 田中聡（エフエム京都専務）
- 徳山二郎（経済評論家）
- 利重孝夫（実業家）
- 永野健（三菱マテリアル会長、日経連会長）
- 花沢菊香（投資家）
- 葉村真樹 (経営コンサルタント)
- 原邦雄 (実業家) (実業家)
- 坂野尚子（企業経営者）
- 福田清之助（実業家）
- 布野幸利（北米トヨタ自動車社長）
- 古屋毅彦（松屋　(百貨店)社長）
- 外村仁（野村アセットマネジメント社長）
- 程近智 (アクセンチュア相談役)
- 松浦清 (実業家) (実業家)
- 松本洋（企業経営者）
- 武藤友木子（Uber Eats日本代表）
- 森本昌義 (企業経営者)
- 山岡淳男（ヤンマーホールディングス社長）
- 山田忠義（ワールド・トレード・センター連合会長）

### 報道・出版・言論
- 浅野輔（ニュースキャスター）
- 石塚雅彦（ジャーナリスト）
- 上山千穂（アナウンサー、テレビ朝日）
- 烏賀陽弘道（ジャーナリスト）
- 角間隆（プロデューサー、NHK）
- 朽木ゆり子（ジャーナリスト、翻訳家）
- 久保田智子（アナウンサー、TBS）
- 桑原りさ（フリーアナウンサー）
- 小泉陽一（フジテレビ）
- 後藤健二（ジャーナリスト）
- 佐藤昭弘（ジャーナリスト）
- 軸丸靖子（フリージャーナリスト）
- 下山進（ノンフィクション作家）
- 真正カルナ（ニュースキャスター、CNN）
- 神保哲生（ジャーナリスト）
- 菅谷明子（ジャーナリスト）
- 高橋浩祐（軍事ジャーナリスト、ジェーンズ・ディフェンス・ウィークリー）
- 田代優美（アナウンサー、フジテレビ）
- 田中宏明（TBSアナウンサー）
- 道傳愛子（アナウンサー、NHK）
- 徳川家広（翻訳家）
- 野崎由美子（アナウンサー、テレビ朝日）
- 羽仁翹（ジャパンタイムズ編集局長）
- ハロラン芙美子（ノンフィクション作家）
- 北條愁子（アナウンサー、テレビ金沢）
- 牧野洋（ジャーナリスト）
- 宮澤祐介（アナウンサー、TBSテレビ）
- 向江龍治（記者、朝日新聞社）
- 山口雅俊（プロデューサー、フジテレビ）
- 吉田ルイ子（写真ジャーナリスト）

### 学術・教育
- 青木倫太郎（会計学、 関西学院大学名誉教授）
- 池田尚治（土木工学、横浜国立大学名誉教授）
- 石原舜三（地球科学、北海道大学教授）
- 市村真一（経済学、京都大学名誉教授）
- 今西正雄（歴史学、同志社大学教授）
- 魚木忠一（神学、同志社大学教授）
- 宇佐美滋（国際政治学、東京外国語大学教授）
- 江川泰一郎（英語学、東京学芸大学教授）
- 江夏弘 (理論物理学、立命館大学教授)
- 大沢真知子（労働経済学、日本女子大学教授）
- 太田宏（国際政治学、早稲田大学教授）
- 大湾秀雄（経済学、早稲田大学教授）
- 加瀬英明（外交評論家）
- 片方善治（電気通信学、成安造形大学名誉教授）
- 北見俊郎（経済学、青山学院大学名誉教授）
- 貴堂嘉之 (歴史学、東京大学教授)
- 木村汎（ロシア政治、 国際日本文化研究センター教授）
- 功刀達朗（国際政治学 国際基督教大学教授）
- 小島定吉（数学、東京工業大学大学院教授）
- 小浪充（社会学、東京外国語大学教授）
- 小林健吾（会計学、滋賀大学名誉教授）
- 是枝開（画家・彫刻家、武蔵野美術大学教授）
- 近藤蕉肝（哲学、成蹊大学名誉教授）
- 斎藤元秀（国際政治学、杏林大学教授）
- 齋藤直子（哲学、京都大学教授）
- 佐藤悦子 (心理学者) （立教大学名誉教授）
- 柴川林也（経営学、一橋大学名誉教授）
- 柴田徳衛（経済学、東京経済大学名誉教授）
- 白井さゆり（経済学、慶応大学教授）
- 角南篤（国際政治学、笹川平和財団理事長）
- 高梨健吉 (英語学、慶応義塾大学名誉教授)
- 高萩保治（音楽教育学、東京学芸大学名誉教授）
- 高橋一生（社会学、国際連合大学教授）
- 高橋和夫（中東研究、放送大学教授）
- 高橋一（統計学、一橋大学名誉教授）
- 高森寛 (社会システム工学、青山学院大学名誉教授)
- 田中茂範(応用言語学者、慶應義塾大学教授）
- 辻二郎（化学、東京工業大学教授）
- 津末昭生（地球科学、熊本大学工学部長）
- 土戸清（神学・聖書学、東北学院大学名誉教授）
- 土持・ゲーリー・法一 (教育学、京都情報大学院大学副学長)
- 鶴田知佳子（教育学・同時通訳者、東京外国語大学教授）
- 出淵敬子 (英文学、日本女子大学名誉教授)
- 鳥飼玖美子（通訳者、立教大学大学教授）
- 中田一郎（東洋史学、中央大学名誉教授）
- 中村聡一（経営学、甲南大学准教授）
- 中室牧子（経済学、慶応義塾大学教授）
- 鳴海四郎（英文学、東京国際大学教授）
- 西恭之 (国際政治学、静岡県立大学)
- 西蔭浩子 (英語教育学、大正大学)
- 西脇安（生物学、東京工業大学教授）
- 野口京子（臨床心理学、文化学園大学教授）
- 拝田正機（音楽学、国立音楽大学）
- 長谷川亘（工学、京都情報大学院大学教授）
- 林道郎（美学、上智大学教授）
- 樋口康子（看護学、日本赤十字看護大学名誉学長）
- 藤田結子（社会学、明治大学教授）
- 星野あい（教育学、津田塾大学初代学長）
- 細谷千博（国際政治学、国際大学副学長）
- 本間長世（歴史学、東京大学名誉教授）
- マーシャ・クラッカワー（英語学、聖心女子大学文学部）
- 松田麻里（英語学、青山学院）
- 松村亜里（心理学）
- 松本亨（英語教育）
- 三浦謹一郎(生命科学、国立遺伝学研究所名誉教授）
- 宮澤康人（教育学、東京大学名誉教授）
- 村田勝幸（歴史学、北海道大学教授）
- ムルハーン千栄子（日本文学、イリノイ大学教授）
- 目加田説子（国際政治、中央大学教授）
- 藻谷浩介（エコノミスト、日本総合研究所）
- 茂木秀昭 (英語教育学、都留文科大学教授)
- 安田雪（社会学、関西大学教授）
- 柳澤嘉一郎（生命科学、筑波大学名誉教授）
- 矢部八重吉（心理学、精神分析家）
- 山内久明（英文学、東京大学名誉教授）
- 山脇啓造（国際関係論、明治大学教授）
- 渡辺深 (社会学、上智大学教授)

### 法曹
- 大谷美紀子（弁護士、国連子どもの権利条約委員委員長）
- 神崎克郎（法学者、神戸大学教授）
- 木藤繁夫（東京高等検察庁検事長）
- 猿田佐世（弁護士、新外交イニシアティブ事務局長）
- 園部逸夫（最高裁判所判事）
- 高桑昭（法学者、京都大学教授）
- 高柳信一（法学者、東京大学教授）
- 竹﨑博允（最高裁判所長官）
- 丹宗暁信 (経済法、北海道大学教授)
- 寺田逸郎（最高裁判所判事）
- 西村利郎（弁護士、西村あさひ法律事務所創業者）
- 花見忠 (法学者、上智大学名誉教授)
- 福井健策（弁護士、骨董通り法律事務所）
- 増井良啓（法学者、東京大学教授）
- 増島雅和（弁護士、森・濱田松本法律事務所）
- 桝田淳二（弁護士、桝田国際法律事務所代表）
- 升永英俊（弁護士、TMI綜合法理事務所）
- 松本啓二（弁護士、森・濱田松本法律事務所）
- 三井拓秀（弁護士、三井安田法律事務所）
- 緑川芳江（弁護士、三浦法律事務所）
- 村上敬一（東京高等裁判所判事）
- 八代英輝（弁護士、八代国際法律事務所代表）
- 山田剛志 (法学者、成城大学教授)
- 和仁亮裕（渉外弁護士、上智大学教授）

### 文化・スポーツ・宗教家
- 上利益弘（建築家）
- 大西義明（作曲家、指揮者）
- 岡田世郎（建築家）
- 岡田哲史（建築家）
- 加藤裕将（ＴＶドラマ演出家）
- 木岡英三郎 (オルガン奏者)
- 久司道夫（自然食研究者）
- クライン・ユーベルシュタイン（SF作家）
- 黒川欣映（劇作家、法政大学名誉教授）
- 小林至（千葉ロッテマリーンズ投手）
- 齋藤精一（アーティスト）
- 佐々木龍一（建築家）
- 清水チャートリー（作曲家）
- 瀧光夫（建築家）
- 谷口雅宣 (「生長の家」総裁)
- 外山道子（作曲家）
- 中田千彦（建築家、宮城大学）
- ノーラ・コーリ（カウンセラー）
- 拝田正機（ピアニスト、音楽教育家）
- 松井啓十郎（バスケットボール選手）
- 松岡恭子（建築家、東京電機大学）
- 松岡聡（建築家）
- 松野正子（児童文学作家）
- 松ノ井覚治（建築家）
- 松畑強（建築家）
- 桃江メロン（作家）
- 冷泉彰彦（教員、作家）

### そのほか
※聴講生・中退など。
- 宇多田ヒカル（歌手）ティーチャーズ・カレッジ中退
- 平岳大（俳優）修士課程中退
- 筑波久子（俳優）語学コース聴講生
- 諏訪内晶子（バイオリニスト）聴講生

### 戦前の卒業生・関係者
※学位取得の有無が確認困難のため短期の在籍等も記載。
- 原口鶴子（心理学）日本女性初の博士号取得者の一人
- 星一（星製薬創業者、作家・星新一の実父）政治経済学部を卒業
- 堅田少輔（長州藩家老）1871年に工学部へ留学
- 高良とみ（婦人運動家、参議院議員）日本女性初の博士号取得者の一人
- 宮本百合子（小説家）アメリカ遊学中に聴講生として一時在籍

- 赤堀四郎（生化学、大阪大学総長）
- 浅井一郎 (参議院議員)
- 鮎沢巌 (国際基督教大学教授)
- 粟野頼之祐（歴史学、関西学院大学教授）
- 荒木茂（ペルシア学、東京帝国大学）
- 池内信行（経営学、関西学院大学教授）
- 池園哲太郎（文学、慶應義塾大学教授）
- 五十川基（備後福山藩士）
- 板倉卓造（貴族院勅選議員、時事新報社長）
- 一力次郎（河北新報社長）
- 井上秀 (家政学、日本女子大学学長)
- 今尾登（衆議院議員）
- 岩崎卯一 (社会学、関西大学学長)
- 江木高遠 (英語教師)
- 大内暢三（衆議院議員、東亜同文書院大学学長）
- 大木金次郎（経済学、青山学院大学学長）
- 大塚金之助 (経済学、一橋大学名誉教授)
- 大島高精（衆議院議員）
- 大塚金之助 (経済学、一橋大学名誉教授)
- 大塚節治（神学、同志社総長）
- 岡村利右衛門 (衆議院議員)
- 落合吉之助（神学、立教大学教授）聴講生
- 樺山資英（貴族院議員））
- 神谷卓男（衆議院議員）
- 川石酒造之助（柔道家）
- 川口虎雄（工学、広島大学教授）
- 神田正雄（衆議院議員）
- 葛原猪平（衆議院議員）
- 楠山義太郎 (衆議院議員)
- 熊谷友一郎（伊那市長）
- 呉文炳（経済学、日本大学総長）
- 古坂嵓城（青山学院第10代院長）
- 小崎道雄（神学者）
- 小寺謙吉（衆議院議員、神戸市長）
- 後藤一蔵（貴族院伯爵議員）
- 小橋三四子（ジャーナリスト）
- 小山谷蔵（衆議院議員）
- 佐野善作（会計学、一橋大学初代学長）
- 末田ます（児童教育学者）
- 杉浦兼松（生化学、米スローン・ケタリング癌センター）
- 鈴木惣太郎（野球選手）
- 鈴木広（政治運動家）
- 千田正（参議院議員）
- 相馬永胤（専修大学創立者）
- 高橋清治郎（衆議院議員）
- 田村哲 (気象学、東京高等師範学校教授)
- 田中穂積（財政学、早稲田大学総長）
- 丹下梅子 (栄養学)
- 坪井航三（海軍中将、男爵）
- 道面豊信（味の素社長）
- 中嶋太郎（衆議院議員、諫早市長）
- 中塚栄次郎（東京市会議員）
- 中村天風（諜報員、ヨーガ行者）
- 名取和作（富士電機ホールディングス社長）
- 南部球吾（三菱鉱業）
- 西勝造（西式健康法 創始者）
- 西本三十二（教育学、帝塚山学院大学学長）
- 長谷川芳之助（衆議院議員）
- 八田憲英 (僧侶)
- 鳩山和夫（衆議院議長、早稲田大学総長）
- 英義彦 (衆議院議員)
- 深津玉一郎（衆議院議員）
- 武井大助（海軍主計中将、安田銀行社長）
- 福田辰五郎（衆議院議員）
- 福原信三（資生堂社長）
- 藤井新一（参議院議員）
- 古河虎之助（古河財閥当主、男爵）
- 星野光多 (牧師、フェリス女学院教頭)
- 保良せき (看護師)
- ヘンリー大川（俳優）
- 堀川美哉（衆議院議員）
- 本多まつ江（司法保護司、教誨師）
- 松井直吉（理学、東京帝国大学総長）
- 松岡朝（日本ユニセフ協会創設者）
- 松方種子（西町インターナショナルスクール創立者）
- 松田道 (教育学、同志社女子大学校長)
- 松野喜内（参議院議員）
- 槇有恒（登山家）
- 元田作之進（立教大学初代学長）
- 森山ヨネ（衆議院議員）
- 八代斌助 (神学者、日本聖公会首座主教)
- 矢野貫城（宣教師、四国学院短期大学学長）
- 山田福三郎（政治家）
- 山本祥吉（化学、農林省水産講習所教授）
- 山本清三郎（衆議院議員)
- 山本利寿（参議院議員）
- 吉川末次郎 (参議院議員)

## 主な卒業生
学部・大学院の卒業生のほか、研究員などを含む。

### 行政・官公庁
- アレクザンダー・ハミルトン（初代財務長官）コロンビア大学前身のキングズ・カレッジで学んだ。
- アラン・グリーンスパン（第13代ＦＲＢ議長）経済学部中退。
- セオドア・ルーズベルト（第26代大統領）コロンビア大学ロースクール中退。
- バラク・オバマ（第44代大統領）学部で国際関係論を専攻。
- フランクリン・ルーズベルト（第32代大統領）ロースクール卒業。
- マイケル・アマコスト（駐日米国大使）国際政治学を専攻、文学修士。

- アーサー・オーカン（ＣＥＡ＝大統領経済諮問委員会委員長）
- アーサー・バーンズ（ＦＲＢ＝連邦準備制度理事会議長）
- アルバート・セリグマン（国務省東アジア・太平洋局日本部長）
- アレクサンダー・ヘイグ（国務長官）
- アントニー・ブリンケン（国務長官）
- イレーン・チャオ（労働長官）
- ウィリアム・ウッディン（財務長官）
- ウィリアム・ドノバン（ＯＳＳ＝戦略情報局長官）
- ウォルター・ジョン・ストーセル（国務副長官）
- エドガー・バンクロフト (駐日大使)
- オスカー・ストラウス（商務労働長官）
- グレン・ハバード（ＣＥＡ委員長）
- ケビン・ハセット (ＣＥＡ委員長）
- ザルメイ・ハリルザド（国連大使）
- ジーン・カークパトリック（国連大使）
- ジェイコブ・マクガヴォック・ディキンソン（陸軍長官）
- ジェームズ・コミー (ＦＢＩ長官)
- ジェームズ・フレッチャー（NASA長官）
- ジム・ニコルソン（退役軍人長官）
- ジョージ・J・テネット（ＣＩＡ＝中央情報局長官）
- ジョセフ・アンソニー・カリファノ（保健教育福祉長官）
- ジョン・J・サリバン（国務副長官）
- スティーブン・W・カーニー（カリフォルニア州知事）
- ダニエル・トンプキンス（副大統領、ニューヨーク州知事）
- チャールズ・ウィルクス（海軍大尉）
- デイヴィッド・ヒューストン（財務長官）
- デイビッド・ディクソン・ポーター（海軍提督）
- トーマス・キース・グレナン (初代NASA長官)
- ハイマン・G・リッコーヴァー（海軍提督）
- ハミルトンフィッシュ（国務長官）
- ハロルド・M・イッキーズ（大統領次席補佐官）
- ハロルド・ヴァーマス (アメリカ国立衛生研究所長官)
- ハロルド・ブラウン (政治家)（国防長官）
- フォレスト・デイヴィッド・マシューズ（保健教育福祉長官）
- フランクリン・マクヴェーグ（財務長官）
- ヘザー・ナウアート （国務次官）
- マーク・ミリー（統合参謀本部議長）
- マデレーン・オルブライト（国務長官）
- ラルフ・タウンゼント（駐中米国大使）
- リチャード・リー・スナイダー（駐韓大使）
- リナ・カーン (ＦＴＣ＝連邦取引委員会委員長)
- リン・エスリッジ・デイヴィス（国務次官）
- レイモンド・モーリー（国務次官補）
- ロバート・A・フロシュ（NASA長官）
- ロバート・クリフトン・ウィーヴァー（住宅都市開発長官）
- ロバート・ジョセフ（国務次官）
- ロレッタ・メスター（クリーブランド連邦準備銀行総裁）

#### ＧＨＱ関係者
- ウィラード・A・ハンナ（海軍軍人）
- ウィリアム・バンス（海軍軍人）
- ウィンフィールド・ニブロ（教育者）
- ウォルフ・ラデジンスキー (農業経済専門家)
- セオドア・コーエン（労働経済学者）
- トーマス・アーサー・ビッソン (日本研究者)
- バージニア・ホール（諜報部高官）
- ポール・ブルーム (CIA初代東京支局長)

### 法曹
- キャロライン・ケネディ（弁護士、慈善活動家）駐日大使・駐オーストラリア大使
- ルース・ベイダー・ギンズバーグ（連邦最高裁判事）ハーバード・ロー・スクールから転籍してコロンビアを卒業
- 史久鏞（英語版）（国際司法裁判所所長）

- ウィリアム・P・バー（司法長官）
- エリック・ハンプトン・ホルダー（司法長官）
- ジョセフ・クレーター（ニューヨーク州最高裁判所判事）
- ジョン・ジェイ（初代連邦最高裁首席判事）
- ジョン・バセット・ムーア（ハーグ常設仲裁裁判所および常設国際司法裁判所裁判官）
- ジョン・フォレスト・ディロン (連邦裁判所判事)
- ソニア・ソトマイヨール（連邦最高裁判事）
- チャールズ・エヴァンズ・ヒューズ（連邦最高裁首席判事）
- ニール・ゴーサッチ（連邦最高裁判事）
- ハーラン・ストーン（連邦最高裁首席判事）
- ベンジャミン・カードーゾ（連邦最高裁判事）
- マイケル・ミュケイジー（司法長官）
- マリアン・トランプ・バリー（合衆国控訴裁判所上級裁判官）
- ユリシーズ・S・グラント・ジュニア（検察官）
- ロイ・コーン（検察官）

### 政界
- グーベナー・モリス（政治家）合衆国憲法起草者の一人。独立前のキングズ・カレッジ卒業
- ビル・デブラシオ（ニューヨーク市長）公共政策大学院修了
- ベト・オルーク (下院議員) 文学士
- 蕭美琴（中華民国副総統）政治学修士

- J・リスター・ヒル（上院議員）
- ウィリアム・リチャードソン（下院議員）
- エイブラム・ヒューイット（下院議員、ニューヨーク市長）
- エドワード・クーパー (市長) (ニューヨーク市長)
- エドワード・フィリップ・リビングストン (ニューヨーク州上院議員)
- カール・ムント（上院議員）
- クレイボーン・ペル（上院議員）
- ジェイコブ・ジャヴィッツ（上院議員）
- シャーリー・チザム（下院議員）
- ジャド・アラン・グレッグ（上院議員）
- ジョージ・パタキ（ニューヨーク州知事）
- ジョナサン・メイヒュー・ウェインライト（下院議員）
- ジョン・C・サンボーン (下院議員)
- ジョン・ランドルフ（上院議員）
- スティーブ・ブロック（モンタナ州知事）
- スティーブン・W・カーニー（カリフォルニア州知事）
- デウィット・クリントン（ニューヨーク州知事）
- デビッド・パターソン（ニューヨーク州知事）
- トーマス・ケイン（ニュージャージー州知事）
- トマス・E・デューイ（ニューヨーク州知事）
- トマス・エルズワース・マーティン（上院議員）
- ハワード・アレグザンダー・スミス（上院議員）
- ハワード・ディーン（バーモント州知事）
- ベンジャミン・バーカー・オデルJr（ニューヨーク州知事）
- ポール・ダグラス（上院議員、イリノイ州）
- マイク・グラベル（上院議員、アラスカ州、大統領予備選民主党候補）
- リチャード・ヴァリック (ニューヨーク市長)
- ロリン・A・サーストン (政治家)
- ワシントン・J・マコーミック（下院議員）

### 報道・出版
- アイリーン・美緒子・スミス（ジャーナリスト）夫ユージン・スミスとともに水俣病を記録。夫の死後に環境学科で修士号取得
- アーサー・ヘイズ・サルツバーガー（ニューヨーク・タイムズ社主・発行人）コロンビア・カレッジ卒業
- ノーマン・カズンズ（ジャーナリスト）1949年に広島を訪問し『４年後のヒロシマ』を執筆
- ノーマン・ポドレツ（作家）ネオコンの理論的支柱の一人と目される作家・編集者。文学士
- ベネット・サーフ（ランダムハウス創業者）ジャーナリズム大学院修了
- マイケル・ウォルフ（ジャーナリスト）ヴァッサー大学から編入、文学士

- アグネス・E・メイヤー (ジャーナリスト)
- アランナ・ナッシュ（ジャーナリスト）
- エレーナ・コスチュチェンコ（ジャーナリスト）
- エレン・ウィリス（ジャーナリスト）
- ゲアリー・タウブス (科学ジャーナリスト)
- ジェイン・ジェイコブズ（ジャーナリスト）
- ジェラルディン・ブルックス (ジャーナリスト)
- ジェラルド・リベラ（ジャーナリスト）
- ジョン・オサリヴァン（コラムニスト）
- ジョン・ホーガン (科学ジャーナリスト)
- ジョン・ローレンス・シーゲンソーラー（ジャーナリスト）
- ゾルタン・イシュトヴァン (ジャーナリスト)
- ダニエル・アラルコン（ジャーナリスト）
- チャールズ・E・シルバーマン（フォーチュン誌論説委員）
- ドリュー・ピアソン (ジャーナリスト)（ジャーナリスト）
- パット・ブキャナン（政治コメンテーター）
- ハンター・S・トンプソン（ジャーナリスト）
- ハンナ・ジャフ (テレビパーソナリティ)
- フランク・ルーサー・モット (ジャーナリスト)
- フランシス・チャーチ（ジャーナリスト）
- ブレント・ルノー (ジャーナリスト)
- ポール・ケロッグ（ジャーナリスト）
- ボブ・シェパード（パブリック・アドレス・アナウンサー）
- マーク・ゲイン (ジャーナリスト)
- マックス・ケラーマン（ボクシング解説者）
- マルグリート・ヒギンズ（ジャーナリスト）
- マルコム・ブラウン（ジャーナリスト）
- メーガン・マケイン（ジャーナリスト）
- ユナ・リー（ジャーナリスト）
- 高文謙（フリーライター）
- 鄭恩承 (韓国放送公社（ＫＢＳ）アナウンサー)

### 学術・教育
- アレン・フランセス（精神科医）DSM編集委員
- イアン・ブレマー（政治学者）ユーラシアグループ社長
- イマニュエル・ウォーラーステイン（社会学者）世界システム論で知られる歴史学者
- エドワード・サピア（人類学者）「サピア＝ウォーフの仮説」提唱者
- ケネス・ウォルツ（国際政治学者）
- スティーヴン・ジェイ・グールド（生物学者）『ワンダフル・ライフ』等のポピュラー・サイエンス作家としても知られる
- ジェス・ダグラス（数学者）第1回フィールズ賞受賞者
- ジョーゼフ・キャンベル（比較神話／比較宗教学者）『千の顔をもつ英雄』等で知られた神話学者
- デイヴィッド・ウェクスラー（心理学者）「ウェクスラー式成人知能検査」の開発で知られる心理学者
- ハワード・ジン（政治学者）『民衆のアメリカ史』等
- ハル・フォスター（美術史家）
- マーシャル・サーリンズ（文化人類学者、シカゴ大学教授）南太平洋の島々でのフィールドワークで知られた
- モーゼス・アブラモヴィッツ（経済学者）
- ラウル・ヒルバーグ（歴史学者）『ヨーロッパ・ユダヤ人の絶滅』等で知られるホロコースト研究者
- ラディカ・クマラスワミ（法学者）国連「クマラスワミ報告」で知られる人権活動家
- ロバート・ノージック（哲学者）リバタリアニズムの代表的思想家の一。『アナーキー・国家・ユートピア』等。
- 胡適（哲学者）抗日戦争期に中華民国の外交官として活動。北京大学学長

（日本関連・研究者）
- ケネス・ルオフ（歴史学者、ポートランド州立大学教授）『国民の天皇』等
- ジョシュア・フォーゲル (歴史学者、ハーバード大学教授)内藤湖南などの研究で知られる
- ジョン・クレイトン・キャンベル（日本政治学者、ミシガン大学名誉教授）日本の政治・福祉の研究
- ジョン・トランブル・スウィフト (英文学者)明治時代に来日、英語教育に貢献
- スーザン・ファー（日本政治学者）元ハーバード大学ライシャワー日本研究所所長
- ピーター・マックミラン（杏林大学客員教授）百人一首・源氏物語などの英訳
- ブレット・ド・バリー（日本文学者、コーネル大学教授）柄谷行人の英訳など
- ヘルベルト・プルチョウ（日本文化研究家、カリフォルニア大学教授）中世日本の旅文学研究
- ヘンリー・スミス・マンロー（地質学者、東京大学教授）明治期に来日した「お雇い外国人」の一人
- ロイヤル・タイラー（日本文学者、オーストラリア国立大学教授）源氏物語の英訳

（日本関連・宣教師）
- セディ・リー・ワイドナー（宣教師、宮城学院女子大学学長）
- テオドシウス・ティング（宣教師、立教大学校長）
- ノーマン・ビンステッド（米国聖公会宣教師、聖路加国際病院理事長）
- ハワード・ウィルキンソン・アウターブリッジ（宣教師、関西学院大学学長）
- ヨハネス・ラウレス (宣教師)戦前期に来日、上智大学等で英語教育に従事

- オスカー・ルイス (人類学者、セントルイス・ワシントン大学教授)
- オズワルド・アベリー（分子生物学者）
- オッド・アルネ・ウェスタッド（国際政治学者）
- カーメン・ラインハート（経済学者、ハーバード大学教授）
- カール・ロジャーズ（臨床心理学者）
- キャスリン・シッキンク（国際政治学者、ミネソタ大学）
- キャロル・W・グライダー（分子生物学者）
- ギュンター・ブローベル（生物学者）
- キリアコス・コスタ・ニコラウ（化学者）
- クリントン・ハート・メリアム (動物学者、ナショナルジオグラフィック協会会長)
- グレン・スナイダー（国際政治学者、ノースカロライナ大学教授）
- ゴードン・ウィリー (考古学者、ハーバード大学教授)
- ゴードン・グールド（物理学者）
- シーモア・M・リプセット（政治社会学者、ハーバード大学教授）
- ジェリー・フォーダー（認知科学者、ラトガース大学教授）
- ジョエル・モーゼス（コンピュータ科学者）
- ジョセフ・エンゲルバーガー（ロボット工学者）
- ジョン・デフランシス（中国語学者）
- セオドア・ニューカム（社会心理学者、ミシガン大学教授）
- チャールズ・キンドルバーガー（国際経済学者、MIT教授）
- デビッド・スタインマン（構造エンジニア）
- トーマス・クリステンセン（国際政治学者、プリンストン大学教授）
- トマス・フラナガン（英文学者、カリフォルニア大学）
- ドロシー・スウェイン・トマス (社会学者、アメリカ社会学会会長)
- ナイルズ・エルドリッジ（古生物学者、アメリカ自然史博物館）
- ニール・ザスロー (音楽学者、コーネル大学教授)
- ノーマン・ポドレツ（政治学者）
- バーナード・ベイリン（歴史学者、ハーバード大学名誉教授）
- パトリック・サップス（哲学者）
- バリー・S・ブルック（音楽学者、ニューヨーク市立大学教授）
- バリー・ボイト (火山学者、ペンシルベニア州立大学教授)
- フィーバス・レヴィーン (生化学者、ロックフェラー研究所所長)
- ブライアン・L・ワイス（精神科医）
- フランシスコ・J・アヤラ（生物学者）
- ブルース・カミングス（歴史学者、シカゴ大学教授）
- ペール・アクセル・リュードベリ（植物学者）
- ポール・ピムスラー（応用言語学者）
- マーヴィン・ハリス（文化人類学者、フロリダ大学教授）
- マーク・ブローグ（経済学者、イェール大学教授）
- マーチン・トロウ (社会学者、カリフォルニア大学教授)
- マイケル・アップル (教育学者、ウィスコンシン大学教授)
- マイケル・オレン（歴史学者、駐米イスラエル大使）
- マット・ブレイズ（コンピュータ科学者、ペンシルベニア大学）
- マヌエル・デランダ（哲学者、プリンストン大学教授）
- マリーナ・フォン・ノイマン・ホイットマン（数学者）
- マレー・ロスバード（経済学者）
- メアリー・L・トランプ (心理学者)
- モーゼス・フィンリー（歴史学者、ケンブリッジ大学教授）
- モートン・カプラン（政治学者、シカゴ大学名誉教授）
- モートン・ホワイト（哲学者、ハーバード大学教授）
- ラルフ・リントン（文化人類学者、イェール大学教授）
- ランドール・シュウェラー（国際政治学者、オハイオ州立大学教授）
- リンダ・ノックリン (美術史家、ニューヨーク教授)
- ルドルフ・カルマン（電気工学者）
- レイモンド・バーノン（経済学者、ハーバード大学教授）
- レオン・モイセイフ（土木技術者）
- レオン・ヘンキン（論理学者、カリフォルニア大学教授）
- レスター・ガーマー (物理学者、ベル研究所)
- レナーテ・マインツ（社会学者、マックス・プランク社会研究所長）
- レナード・B・メイヤー（音楽学者、ペンシルベニア大学名誉教授）
- ロバート・アイスナー（経済学者、ノースウェスタン大学教授）
- ロバート・アート（政治学者、ブランダイス大学教授）
- ロバート・アトキンス (内科医)
- ロバート・ゴードン・ワッソン (民族菌類学)
- ロバート・モーグ（電子工学者）
- ロブ・クリング（情報科学者、スタンフォード大学教授）
- ロベール・ブルー（理論物理学者、コーネル大学教授）
- ロロ・メイ（心理学者）
- 高凰京（社会学者、ソウル女子大学校初代学長）

#### 宗教家
- アレクサンドル・シュメーマン（正教会神学者）
- ウィリアム・インブリー（宣教師）
- グレアム・マクドナル (カトリック司祭)
- スティーヴン・サミュエル・ワイズ (ユダヤ教司祭)
- チャニング・ウィリアムズ（米国聖公会宣教師）
- ドナルド・マクギャヴラン（宣教師）
- トマス・マートン（シトー会（トラピスト）修道司祭）
- ヘンリー・スティール・オルコット（神智学協会創設者）
- ミニー・ヴォートリン（宣教師）
- リチャード・チャニング・ムーア (米国聖公会バージニア管区主教)
- ロバート・マカルピン（宣教師）
- 丁光訓（キリスト教指導者）

### 文化・芸術
（文学）
- アーシュラ・K・ル＝グウィン（ＳＦ作家）ルネサンス美術を専攻、文学修士
- アイザック・アシモフ（ＳＦ作家）化学を専攻、博士号取得
- アレン・ギンズバーグ（詩人）文学士
- アン・タイラー（作家）『ブリージング・レッスン』でピュリツァー賞受賞
- ジャック・ケルアック（作家）文学部入学、中退
- ジョセフ・ヘラー（作家）『キャッチ＝２２』
- ジョン・オカダ（作家）『ノー・ノー・ボーイ』で知られる日系アメリカ人作家
- スティーヴン・ミルハウザー（作家）『エドウィン・マルハウス』等
- バーナード・マラマッド（作家）『魔法の樽』『フィクサー』等で全米図書賞、ピュリツァー賞受賞
- ポール・オースター（作家）文学を専攻、文学修士
- ポール・ギャリコ（作家）『雪のひとひら』等
- ラングストン・ヒューズ（作家）文学部中退
- E・L・ドクトロウ (作家)『ビリー・バスゲイト』他。全米図書賞、PEN／フォークナー賞受賞など
- J・D・サリンジャー（作家）夜間学校で文学を学ぶ

（音楽）
- アート・ガーファンクル（歌手）美術史を専攻、文学士
- アリシア・キーズ（シンガーソングライター）文学部中退
- ヴァネッサ・カールトン（歌手）「サウザンド・マイルズ」等のヒット曲で知られる
- エマニュエル・アックス（ピアニスト）
- ギル・シャハム（バイオリン奏者）
- スザンヌ・ヴェガ（歌手）グラミー賞受賞のシンガーソングライター
- ディーン・ディクソン (指揮者)
- フレッチャー・ヘンダーソン（ジャズピアニスト）
- リチャード・ストルツマン（クラリネット奏者）
- 譚盾（中国の作曲家）博士過程で作曲を学ぶ

（映画・舞台・メディア）
- アンソニー・パーキンス（俳優）『サイコ』『渚にて』等で知られる俳優
- エドワード・オールビー（劇作家）『バージニア・ウルフなんかこわくない』等。三度のピュリツァー賞受賞
- キム・ボラ (映画監督) (映画監督)『はちどり』等で知られる韓国の女性監督
- キャスリン・ビグロー（映画監督）『ハート・ロッカー』で女性初のアカデミー監督賞を受賞
- キャメロン・ラッセル (ファッションモデル)
- グレタ・ガーウィグ（俳優・映画監督）『レディ・バード』『バービー』等
- ケイト・マッキノン（俳優）『サタデーナイト・ライブ』出演で知られる女性コメディアン
- ジム・ジャームッシュ（映画監督）『ミステリー・トレイン』他。
- ティモシー・シャラメ（俳優）『君の名前で僕を呼んで』『ＤＵＮＥ 砂の惑星』他で主演。
- デヴィッド・O・セルズニック（プロデューサー）『風と共に去りぬ』など1930年代のハリウッド大作で知られる
- ドナルド・リチー（映画批評家、映画監督）黒澤明研究などで知られる
- トム・ダウド（音楽プロデューサー）1960-70年代に「アトランティック・レコード」で多くの作品を手がける
- ジョーゼフ・L・マンキーウィッツ（映画監督）『イヴの総て』（1950）他でアカデミー賞受賞
- ブライアン・デ・パルマ（映画監督）『キャリー』『ミッション・インポッシブル』他
- フランクリン・J・シャフナー（映画監督）『猿の惑星』（1968）、『パピヨン』他
- ポール・シュレイダー（脚本家）『タクシードライバー』（1976）の脚本を執筆
- メイナード・ソロモン (音楽プロデューサー)「バンガード・レコード」創始者
- ロバート・ベントン（映画監督）『クレイマー、クレイマー』等

（アート）
- イサム・ノグチ（彫刻家）医学部準備過程に入学、中退
- ジェームズ・レンウィック・ジュニア（建築家）マンハッタンの聖パトリック大聖堂などの設計・建築
- ドナルド・ジャッド（画家、彫刻家）美術史を専攻、文学士
- マーガレット・バーク＝ホワイト（写真家）
- ローリー・アンダーソン（作曲家）電子音楽を使ったパフォーマンスで知られる

- I・A・L・ダイアモンド（脚本家）
- アーサー・ゴールデン (小説家)
- アーサー・シュワルツ（作曲家、映画プロデューサー）
- アーサー・マッカーサー4世（ジャズピアニスト）
- アーネスト・サトウ（写真家）
- アイリーン・ダリス（歌手）
- アプトン・シンクレア（小説家、ピューリッツァー賞）
- アフマド・ペジマン（作曲家）
- アマンダ・ピート（俳優）
- アラヴィンド・アディガ（インドの小説家、ブッカー賞受賞）
- ヴァル・リュートン（映画プロデューサー）
- ヴァンパイア・ウィークエンド（歌手）
- ウィラード・プライス（児童文学作家）
- ウィリアム・ウィルソン (建築家)（建築家）
- ウィリアム・ゴールドマン（脚本家）
- ヴェルナー・ヘーゲマン（都市計画家）
- エドウィン・シュロスバーグ (建築デザイナー)
- エリカ・ジョング（作家）
- エリー・シーグマイスター（作曲家）
- エリック・ロス（脚本家）
- エロイーズ・カニングハム(音楽家、音楽教育者)
- エンリケ・アンデルソン・インベル（作家）
- オードリー・ロード（作家、詩人）
- カーソン・マッカラーズ（作家）
- ガートルード・ローレンス（ミュージカル歌手・俳優）
- キャシー・バーベリアン（声楽家、作曲家）
- ケイト・ミレット（作家、社会活動家）
- ゲイリー・ウィノグランド（写真家）
- ジェイムズ・ブリッシュ（SF作家）
- ジェームズ・ガン（脚本家、映画監督）
- ジェームズ・マンゴールド（映画監督、脚本家）
- ジェニファー・リー (映画監督、脚本家)
- ジェフ・ローブ（脚本家、プロデューサー）
- ジュリー・オオツカ（作家）
- ジョセフ・ゴードン＝レヴィット（俳優）
- ジョセフ・コシンスキー（映画監督）
- ジョニー・マークス (作詞家)
- ジョン・アッシュベリー（詩人）
- スペンサー・トリート・クラーク（俳優）
- ゾラ・ニール・ハーストン（作家）
- チャールズ・ダウニング（ランドスケープアーキテクト）
- テジュ・コール（作家）
- デボラ・チョウ（映画プロデューサー）
- デボラ・レヴィ（小説家）
- トーマス・マックナイト（画家）
- トッド・ウィリアムズ (映画監督、脚本家)
- トニー・クシュナー（劇作家）
- トマス・H・クック（小説家）
- トム・メイン（建築家）
- ドン・マンシーニ（脚本家、映画監督）
- ナオミ・ノヴィク（ファンタジー作家）
- ナワル・エル・サーダウィ（作家、精神科医）
- ハーマン・ウォーク（小説家）
- パット・マガー（小説家）
- パトリック・ウィリアムズ（作曲家、指揮者）
- ハロルド・ラム（小説家、歴史家）
- フレデリック・キースラー（建築家）
- ベアトリクス・ファーランド（ランドスケープアーキテクト）
- ペイトン・エリザベス・リー（俳優）
- ベリル・マクバーニー (ダンサー)
- ベン・スタイン（俳優、弁護士）
- ヘンリー・カウエル（作曲家）
- ヘンリー・ライト（建築家）
- ホセ・マセダ（作曲家、民族音楽学者）
- マーク・サンドリッチ（映画監督）
- マイケル・チャップマン (映画監督)
- マイケル・レーマン（映画監督）
- マギー・ジレンホール（俳優、監督）
- マシュー・フォックス（俳優）
- マックス・ミンゲラ（俳優）
- マヌエル・リベラ＝オルティス (写真家)
- マリアノ・ピコン・サラス（作家）
- マリオ・ヴァン・ピーブルズ（映画監督）
- マルコム・フレイジャー（ピアニスト）
- マンリー・ウェイド・ウェルマン (小説家)
- ユードラ・ウェルティ（小説家）
- リディア・デイヴィス（作家）
- リナ・パーク（シンガー・ソングライター）（歌手）
- リリアン・ヘルマン (劇作家)
- リン・カーター（ファンタジー作家）
- ルイス・マンフォード（建築評論家、スタンフォード大学教授）
- レナード・B・メイヤー（作曲家、音楽学者）
- レナード・コーエン（詩人・作曲家）
- ロイ・ウェッブ（作曲家）
- ロバート・シルヴァーバーグ（作家）
- ロバート・ヘルプス（作曲家）
- ロバート・モーゼス（都市計画家）
- 陳破空（作家、民主活動家）
- 陳怡（現代音楽作曲家）
- 黄愛徳（日本統治時代の朝鮮の独立運動家）
- 金度演日本統治時代の朝鮮の独立運動家）
- 張徳秀（日本統治時代の朝鮮の独立運動家）
- 沈嗣良（中華民国の教育者、聖ヨハネ大学学長）
- 陳錦濤（中華民国財政部長、華興銀行総裁）

### 実業・経済界
- アーネスト・エム・比嘉（ドミノ・ピザ日本法人社長）ビジネススクール修了
- アンドリュー・ヤン（実業家）ロースクール修了
- ウォーレン・バフェット(バークシャー・ハザウェイ会長)ビジネススクール修了
- マーサ・スチュワート（起業家）1980年代に「カリスマ主婦」として人気を博した。後にインサイダー取引で逮捕・収監
- リーゼル・プリツカー・シモンズ（慈善活動家）ハイアット・ホテル・チェーン等を創業したプリツカー家の一人として慈善活動を行う
- S・ロブソン・ウォルトン（ウォールマート会長）ロースクール修了

- アーマンド・ハマー（実業家）
- アリシア・ユン（実業家）
- ウィリアム・キャンベル (経営者)（アップル副社長）
- カイフ・リー (人工知能科学者、グーグル・チャイナ社長)
- クリストファー・オニール (投資家)
- クロード・E・ロビンソン（ギャラップ社共同経営者）
- コーネリアス・ルーズベルト（ケミカル・バンク創業者）
- ジェームス・P・ゴーマン（モルガン・スタンレー会長兼最高経営責任者）
- ジョージ・メイシー（メイシーズ創業者）
- ジョナサン・マルボー（投資家）
- ジョン・クルーゲ（メトロメディア社長）
- ジョン・スティーブンス（発明家）
- スティーブ・パールマン（発明家）
- トーマス・J・ワトソン（IBM初代社長）
- ハーマン・ホレリス（IBMの前身企業創業者）
- フィリップ・ドーマン（バイアコム社長）
- ブラッド・スミス (弁護士)（マイクロソフト副会長兼社長）
- フランク・ロレンツォ（実業家）
- ベン・ホロウィッツ (投資家)
- マーク・ポラット (投資家)
- ルイス・ヴィラー・ハインツ（ハインツ会長）
- ルーベン・ラウジング（テトラパックの創業者）
- ルカ・コルデーロ・ディ・モンテゼーモロ（フィアット会長）
- レオナルド・ブラバトニック (アクセスインダストリーズ会長)
- ロナルド・フィッシャー（ソフトバンクグループ取締役副社長）
- ロバート・スミス　(投資家) (経営者)
- 呉光正（九龍倉集会長）
- 劉強東 (京東集団創業者)

### スポーツ選手など
- アメリア・イアハート（パイロット）医学部中退
- チェルシー・クリントン（社会活動家）公共政策大学院修士
- ルー・ゲーリッグ（野球選手）文学士

#### スポーツ
- エディ・コリンズ（プロ野球選手）
- オリバー・キャンベル（プロテニス選手）
- アレン・スタック (五輪金メダリスト、水泳)
- イサドラ・セルロ（女子ラグビー選手）
- サーシャ・コーエン（五輪銀メダリスト、フィギュアスケート）
- サンディー・コーファックス（プロ野球投手）
- ジェイ・グールド2世 (五輪金メダリスト、テニス)
- ジェニー・トンプソン（五輪金メダリスト、水泳）
- ジム・マクミリアン（野球選手）
- シャウル・ラダニー（競歩選手）
- ジャック・メディカ（五輪金メダリスト、水泳）
- セシル・グレース (パイロット)
- ティモシー・ゲーブル （五輪銅メダリスト、フィギュアスケート）
- トロイ・マーフィー（バスケットボール選手）
- ハリー・バブコック (五輪金メダリスト、棒高跳)
- ビタス・ゲルレイティス（プロテニス選手）
- ビル・フィンリー（プロ野球選手）
- ペッレグリーノ・マタラッツォ (サッカー選手)
- ベンジャミン・スポック（五輪金メダリスト、ボート）
- マイク・バクスター（プロ野球選手）
- マーカス・ハーリー（五輪金メダリスト）
- マオド・ロー（バスケットボール選手）
- マキシー・ロング（五輪金メダリスト、陸上）
- マリオ・アンチッチ（五輪銅メダリスト、テニス）
- モー・バーグ（プロ野球選手）
- モンテ・ウォード（プロ野球選手）
- リー・タッカー・ジョーンズ (プロ野球選手)
- ロッド・ペリー（アメリカン・フットボール選手）
- ロバート・スタングランド（五輪銅メダリスト、走り幅跳と三段跳）
- ロバート・ルロイ (五輪銀メダリスト、テニス)

#### 宇宙飛行士
- ウィリアム・グレゴリー (宇宙飛行士)
- ケネス・バウアーソックス (宇宙飛行士)
- ティモシー・コプラ (宇宙飛行士)

#### 球団オーナーほか
- デビッド・スターン（NBAコミッショナー）
- ウォルター・オマリー（ロサンゼルス・ドジャースのオーナー）
- ジェフリー・ローリア（MLBマイアミ・マーリンズのオーナー）
- マーク・アタナシオ（MLBミルウォーキー・ブルワーズのオーナー）
- ベン・チェリントン (ピッツバーグパイレーツのＧＭ)
- レッド・アワーバック (NBAボストン・セルティックス監督)
- ロバート・クラフト（NFLニューイングランド・ペイトリオッツオーナー）
- ロン・アダムズ（NBAゴールデンステート・ウォリアーズコーチ）

#### そのほか
- アシュリタ・ファーマン（ギネス記録最多保持者）
- カレル・ケヘル（チェコスロバキア社会主義共和国の元スパイ）
- ジョシュ・ウェイツキン（チェスプレイヤー）
- ホセ・ラウル・カパブランカ（チェス世界チャンピオン）
- ジョン・ロイド・スティーヴンズ（探検家）

### 国家元首・国際機関代表など
- アシュラフ・ガニー（第11代アフガニスタン大統領）
- アミナ・モハメド (第５代国連副事務総長)
- アメデオ・ド・ベルジック (ベルギー王子（オーストリア＝エステ大公))
- アリー・レザー・パフラヴィー（イラン・パフラヴィー朝の旧王族）
- ヴァルター・ハルシュタイン（欧州経済共同体初代委員長）
- エルネスト・サンペール・ピサノ（コロンビア共和国第29代大統領）
- カルロス・P・ロムロ (国連総会議長)
- ケイコ・フジモリ（ペルー共和国の政治家）
- サロメ・ズラビシュヴィリ（グルジア共和国大統領）
- サンティアゴ・ペニャ（第41代パラグアイ共和国大統領）
- ジュリアーノ・アマート（イタリア首相）
- ジョゼ・ラモス＝ホルタ（東ティモール大統領）
- ジョナサン・T・フリード (駐日カナダ大使)
- チャールズ・ロバーツ・スワート（南アフリカ共和国初代大統領）
- トーマス・イルヴェス（エストニア共和国第4代大統領）
- ナハス・アングラ（ナミビア共和国首相）
- ヌール・ムハンマド・タラキー（アフガニスタンの初代大統領）
- ハッサン・ディ・ティロ（アチェ独立運動最高指導者）
- ハフィーズッラー・アミーン（アフガニスタンの第2代革命評議会議長・アフガニスタン人民民主党書記長）
- ハンス＝ゲルト・ペテリング（第27代欧州議会議長）
- フアン・バウティスタ・サカサ（ニカラグア共和国大統領）
- フェルナンド・エンリケ・カルドーゾ（ブラジル第34代大統領）
- ブトロス・ブトロス＝ガーリ（国連事務総長）
- フランシスコ・サガスティ（ペルー共和国大統領）
- ベンジャミン・ウィリアム・ムカパ（タンザニア連合共和国大統領）
- マイケル・マンリー（ジャマイカ第5代首相）
- マレック・ベルカ（ポーランド首相）
- ミヘイル・サアカシュヴィリ（グルジア共和国大統領）
- モハマッド・ムサ・シャフィク（アフガニスタン首相）
- ラドヴァン・カラジッチ（スルプスカ共和国大統領）
- ルーカス・パパデモス（ギリシャ首相）
- 許添財（台南市長）
- 金問泗（中華民国の国際連盟全権大使）
- 顧維鈞（外交総長、国際連盟主席代表）
- 周自斉（中華民国大統領、首相）
- 申秉鉉（大韓民国国務総理）
- 宋子文（中華民国首相）
- 孫科（中華民国首相）
- 陳公博（中華民国の首相）
- 鄭雲燦（第40代大韓民国国務総理）
- 唐紹儀（中華民国初代首相）
- 童冠賢（中華民国の学者、立法院長）
- 朴浚圭 (韓国の政治家、ソウル大学教授）
- 蔣廷黻（中華民国の国際連合主席代表）

## ノーベル賞受賞者
コロンビア大学が公式に認めている大学関係者（卒業生・教員ら）によるノーベル賞受賞者は、1901年から2023年までの間に以下87人にのぼる。
このほか公共政策大学院に客員研究員として滞在中に中国人として初のノーベル賞（平和賞）を受賞した劉暁波や、またフィリピン政府から弾圧を受けているさなかにノーベル平和賞を受賞、のちに教員としてコロンビアへ着任したジャーナリストのマリア・レッサなどの例がある。
| 受賞年 | 分野       | 氏名                                 | コロンビア大学との関係                                              |
| ------ | ---------- | ------------------------------------ | ------------------------------------------------------------------- |
| 1906   | 平和       | セオドア・ローズヴェルト             | ハーバード大学卒業後にコロンビアのロースクールに在籍（中退）。      |
| 1931   | 平和       | ニコラス・バトラー                   | コロンビア・カレッジ卒業、後に学長                                  |
| 1932   | 物理学     | ロバート・ミリカン                   | 物理学科で博士号を取得                                              |
| 1932   | 化学       | アーヴィング・ラングミュア           | 工学部卒業                                                          |
| 1933   | 医学生理学 | トーマス・ハント・モーガン           | 遺伝学科教授                                                        |
| 1934   | 化学       | ハロルド・ユーリー                   | 化学科教授                                                          |
| 1938   | 物理学     | エンリコ・フェルミ                   | 物理学教授                                                          |
| 1944   | 物理学     | イジドール・イザーク・ラービ         | 物理学教授                                                          |
| 1946   | 医学生理学 | ハーマン・J・マラー                  | 生物学科卒業、遺伝学教授                                            |
| 1949   | 物理学     | 湯川秀樹                             | 客員教授として滞在中の受賞。                                        |
| 1950   | 医学生理学 | エドワード・カルビン・ケンダル       | 化学学科で博士号取得。                                              |
| 1955   | 物理学     | ウィリス・ラム                       | 1948-1951年に化学科教授。受賞時はアリゾナ大学教授。                 |
| 1955   | 物理学     | ポリカプ・クッシュ                   | 物理学科教授。                                                      |
| 1956   | 医学生理学 | アンドレ・フレデリック・クルナン     | 医学部教授。                                                        |
| 1956   | 医学生理学 | ディキソン・W・リチャーズ            | 医学部で博士号取得、受賞時は医学部教授。                            |
| 1957   | 物理学     | 李政道                               | 物理学科教授。受賞時は中華民国国籍。                                |
| 1958   | 医学生理学 | ジョシュア・レダーバーグ             | 動物学科卒業。受賞時はウィスコンシン大学マディソン校教授。          |
| 1960   | 化学       | ウィラード・リビー                   | 第二次大戦中に大学に在籍してマンハッタン計画に参加。                |
| 1963   | 物理学     | マリア・ゲッパート＝メイヤー         | 1940-1946年に研究員。受賞時はシカゴ大学教授。                       |
| 1964   | 物理学     | チャールズ・タウンズ                 | 物理学科教授                                                        |
| 1964   | 医学生理学 | コンラート・ブロッホ                 | 生物学科で博士号取得。受賞時はハーバード大学教授。                  |
| 1965   | 物理学     | ジュリアン・シュウィンガー           | 物理学科で博士号取得。受賞時はハーバード大学教授。                  |
| 1967   | 医学生理学 | ジョージ・ワルド                     | 動物学で博士号取得。受賞時はハーバード大学教授。                    |
| 1969   | 医学生理学 | サルバドール・エドワード・ルリア     | 1940年代に一時研究員。受賞時はマサチューセッツ工科大学（MIT）教授。 |
| 1969   | 物理学     | マレー・ゲルマン                     | 1950年代に一時客員准教授。受賞時はカリフォルニア工科大学教授。      |
| 1970   | 化学       | ルイ・ルロワール                     | 1940年代に一時医学部助手。受賞時はアルゼンチンの生化学研究所教授。  |
| 1971   | 経済学     | サイモン・クズネッツ                 | 経済学で博士号取得。受賞時はペンシルベニア大学教授。                |
| 1972   | 化学       | ウィリアム・スタイン                 | 医学部で博士号取得。受賞時は現ロックフェラー大学教授。              |
| 1972   | 物理学     | レオン・クーパー                     | 物理学で博士号取得。受賞時はブラウン大学教授。                      |
| 1972   | 経済学     | ケネス・アロー                       | 社会学科で博士号取得。受賞時はハーバード大学教授。                  |
| 1975   | 物理学     | オーゲ・ニールス・ボーア             | 1949-50年に短期客員フェロー。受賞時はニールス・ボーア研究所所長。   |
| 1975   | 物理学     | レオ・ジェームス・レインウォーター   | 物理学科教授。                                                      |
| 1976   | 物理学     | サミュエル・ティン（丁肇中）         | 1965-69年に物理学科教員。受賞時はスタンフォード大学教授。           |
| 1976   | 医学生理学 | ダニエル・カールトン・ガジュセック   | 一時医学部助手。受賞時はアメリカ国立衛生研究所教授。                |
| 1976   | 医学生理学 | バルーク・サミュエル・ブランバーグ   | 医学部卒業。受賞時はペンシルベニア大学教授。                        |
| 1976   | 経済学     | ミルトン・フリードマン               | 経済学部で博士号取得。受賞時はシカゴ大学教授。                      |
| 1978   | 物理学     | アーノ・ペンジアス                   | 物理学科で博士号取得。受賞時はベル研究所教授。                      |
| 1978   | 医学生理学 | ダニエル・ネーサンズ                 | 附属病院に一時勤務。受賞時はジョンズ・ホプキンズ大学教授。          |
| 1979   | 物理学     | スティーヴン・ワインバーグ           | 博士課程に一時在籍。受賞時はハーバード大学教授。                    |
| 1980   | 医学生理学 | バルフ・ベナセラフ                   | 学部卒業。受賞時はハーバード大学教授。                              |
| 1980   | 物理学     | ヴァル・フィッチ                     | 物理学科で博士号取得。受賞時はブルックヘブン国立研究所教授。        |
| 1981   | 物理学     | アーサー・ショーロー                 | 博士課程に一時在籍。受賞時はスタンフォード大学教授。                |
| 1981   | 化学       | ロアルド・ホフマン                   | 学部卒業。受賞時はコーネル大学教授。                                |
| 1982   | 経済学     | ジョージ・スティグラー               | 1947-58年に経済学部教授。受賞時はシカゴ大学教授。                   |
| 1982   | 物理学     | スネ・ベリストローム                 | 一時、生化学科研究員。受賞時はカロリンスカ研究所教授。              |
| 1984   | 化学       | ハーバート・ハウプトマン             | 数学科で修士号取得。受賞時はバッファロー医学財団教授。              |
| 1984   | 物理学     | カルロ・ルビア                       | 一時、物理学科研究員。受賞時はハーバード大学教授。                  |
| 1985   | 経済学     | フランコ・モディリアーニ             | 1942-44年に経済学部教授。                                           |
| 1987   | 経済学     | ロバート・ソロー                     | 1949-50年に経済学部研究員。受賞時はMIT教授。                        |
| 1987   | 文学       | ヨシフ・ブロツキー                   | 受賞後に一時非常勤教員。                                            |
| 1988   | 物理学     | レオン・レーダーマン                 | 物理学科教授。                                                      |
| 1988   | 物理学     | メルヴィン・シュワーツ               | 物理学科で博士号取得。受賞時はスタンフォード大学教授。              |
| 1988   | 物理学     | ジャック・シュタインバーガー         | 1950-68年に物理学科教授。                                           |
| 1989   | 医学生理学 | ハロルド・ヴァーマス                 | 医学部で博士号取得。受賞時はカリフォルニア大学教授。                |
| 1989   | 物理学     | ノーマン・ラムゼー                   | 物理学科で博士号取得。受賞時はハーバード大学教授。                  |
| 1990   | 医学生理学 | エドワード・ドナル・トーマス         | 1955-63年に関連付属病院勤務。受賞時はワシントン大学教授。           |
| 1991   | 文学       | ナディン・ゴーディマー               | 1971-72, 1976-78, 1983年に文学部教員。                              |
| 1992   | 文学       | デレック・ウォルコット               | 1979, 1981-83, 1984年に文学部教員。                                 |
| 1992   | 経済学     | ゲーリー・ベッカー                   | 1957-70年に経済学部教授。受賞時はシカゴ大学教授。                   |
| 1993   | 経済学     | ロバート・フォーゲル                 | 経済学で修士号。受賞時はシカゴ大学教授。                            |
| 1995   | 物理学     | マーチン・パール                     | 物理学科で博士号取得。受賞時はミシガン大学教授。                    |
| 1996   | 経済学     | ウィリアム・ヴィックリー             | 経済学部教授。                                                      |
| 1997   | 経済学     | ロバート・マートン                   | 工学部で学士号取得。受賞時はMIT教授。                               |
| 1998   | 物理学     | ホルスト・ルートヴィヒ・シュテルマー | 物理学科教授。                                                      |
| 1998   | 医学生理学 | ルイ・イグナロ                       | 薬学部で学士号取得。受賞時はカリフォルニア大学教授。                |
| 1999   | 経済学     | ロバート・マンデル                   | 経済学科教授。                                                      |
| 2000   | 医学生理学 | エリック・カンデル                   | 医学部教授。                                                        |
| 2000   | 経済学     | ジェームズ・ヘックマン               | 1970-74年に経済学教員。受賞時はシカゴ大学教授。                     |
| 2001   | 経済学     | ジョセフ・スティグリッツ             | 受賞後の2013年から経済学部教授。                                    |
| 2001   | 化学       | ウィリアム・ノールズ                 | 化学科で博士号取得。                                                |
| 2004   | 医学生理学 | リチャード・アクセル                 | 医学部教授。                                                        |
| 2004   | 医学生理学 | リンダ・バック                       | 1980-91年に研究員。受賞時はハーバード大学教授。                     |
| 2005   | 化学       | ロバート・グラブス                   | 化学科で博士号取得。受賞時はカリフォルニア大学教授。                |
| 2006   | 経済学     | エドムンド・フェルプス               | 経済学部教授。                                                      |
| 2006   | 文学       | オルハン・パムク                     | 1985-1988年に客員教授、受賞後に中東言語文化学科教授。               |
| 2006   | 物理学     | ジョン・C・マザー                    | 1974−76年に研究員。受賞時はNASAゴダード宇宙飛行センター所属。       |
| 2007   | 平和       | スティーブン・シュナイダー [英語版]  | 工学部で博士号取得、スタンフォード大学教授としての受賞              |
| 2008   | 化学       | マーティン・チャルフィー             | 生物学科教授。                                                      |
| 2009   | 平和       | バラク・オバマ                       | 学士号取得。受賞時は第44代大統領。                                  |
| 2012   | 経済学     | アルヴィン・ロス                     | 工学部で学士号取得。受賞時はハーバード大学教授。                    |
| 2012   | 化学       | ロバート・レフコウィッツ             | 医学部で博士号取得。受賞時はヒューズ医学研究所所属。                |
| 2017   | 化学       | ヨアヒム・フランク                   | 生物学部教授。                                                      |
| 2018   | 物理学     | アーサー・アシュキン                 | 工学部で学士号取得。受賞時はベル研究所所属。                        |
| 2020   | 文学       | ルイーズ・グリュック                 | 文学部中退、のちに夜間コースに在籍。                                |
| 2022   | 物理学     | ジョン・クラウザー                   | 物理学科で博士号取得。受賞時はカリフォルニア大学教授。              |
| 2023   | 化学       | ルイ・ブラス                         | 物理学科教授。                                                      |